# Amtsgericht Lauban
Das Amtsgericht Lauban war ein Gericht der ordentlichen Gerichtsbarkeit und ein Amtsgericht in Preußen mit Sitz in Lauban.

## Geschichte
Das königlich preußische Amtsgericht Lauban wurde 1877 im Rahmen der Reichsjustizgesetze gebildet. Der Amtsgerichtsbezirk umfasste den Kreis Lauban außer dem Teil, der zu den Amtsgerichten Friedeberg, Greifenberg, Marklissa und Seidenberg gehörte. Das Amtsgericht Lauban war eines von zehn Amtsgerichten im Bezirk des Landgerichtes Görlitz im Gebiet des Oberlandesgerichtes Breslau. Das Gericht hatte damals vier Richterstellen und war das zweitgrößte Amtsgericht im Landgerichtsbezirk. In Folge der Weltwirtschaftskrise wurden 60 Amtsgerichte auf Grund von Sparverordnungen aufgehoben. Mit der Verordnung über die Aufhebung von Amtsgerichten vom 30. Juli 1932 wurde das Amtsgericht Naumburg am Queis zum 30. September 1932 aufgehoben und der Sprengel des Amtsgerichtes Naumburg am Queis den Amtsgerichten Bunzlau und Lauban zugeordnet. Das Amtsgericht Lauban erhielt Gersdorf, Günthersdorf und Seifersdorf. Gegen die Schließung dieser Amtsgerichte agitierte die NSDAP in vielen Fällen. Nach der Machtergreifung 1933 wurden mit dem Gesetz über die Wiedereinrichtung aufgehobener Amtsgerichte und die Schaffung von Zweigstellen der Amtsgerichte vom 29. August 1933 eine Reihe dieser im Vorjahr aufgehobenen Gerichte zum 1. Oktober 1933 wieder eingerichtet, darunter auch das Amtsgericht Naumburg am Queis.
Im Jahre 1945 wurden der Amtsgerichtsbezirk unter polnische Verwaltung gestellt und die deutsche Bevölkerung vertrieben. Damit endete die Geschichte des Amtsgerichtes Lauban. Seine Nachfolge trat das polnische Bezirksgericht Lubań (Sąd Rejonowy w Lubaniu) an.

## Gerichtsgebäude
Das U-förmige Amtsgerichtsgebäude (Poststraße 1 b; heute: Plac 3-go Maja 12) wurde um die Jahrhundertwende in neugotischem Stil erbaut. Es wird heute vom polnischen Bezirksgericht Lubań genutzt.